# لوك لوبلان
لوك لوبلان (بالفرنسية: Luc Leblanc)‏ مواليد 4 أغسطس 1966 في ليموج، هو دراج فرنسي سابق في صنف سباق الدراجات على الطريق.

## سجل النتائج

### سباقات أو مراحل فاز بها
- طواف فرنسا
- بطولة العالم لسباق الدراجات على الطريق

## وصلات خارجية
- الموقع الرسمي

## روابط خارجية
- لوك لوبلان على موقع أرشيف الدراجات (الإنجليزية)
- لوك لوبلان على موقع إحصائيات الدراجات الإحترافية (الإنجليزية)
- لوك لوبلان على موقع CycleBase (الإنجليزية)